# Morti il 15 ottobre
| Questa pagina contiene informazioni ricavate automaticamente dalle voci biografiche con l'ausilio del template Bio e di un bot. L'aggiornamento è periodico e automatico e ricostruisce completamente la pagina. Se manca una persona in questa lista, sei pregato di non aggiungerla, ma accertati piuttosto che la sua voce biografica contenga il template Bio e che i dati anagrafici siano correttamente compilati. Se il template Bio manca, inseriscilo tu stesso o, in alternativa, metti l'avviso {{tmp\|Bio}} che ne segnala la mancanza. Se i dati riportati sono sbagliati, correggi direttamente la voce biografica; le modifiche saranno visibili in questa lista entro pochi giorni. Per chiarimenti vedi il progetto biografie. La lista contiene solo le 481 persone che sono citate nell'enciclopedia e per le quali è stato implementato correttamente il template Bio. Pagina aggiornata al 17 ago 2025. |

## V secolo(1)
- 412 - Teofilo di Alessandria, vescovo greco antico

## VI secolo(1)
- 575 - Leonardo da Vandoeuvre, religioso franco

## VIII secolo(2)
- 728 - Al-Hasan al-Basri, teologo arabo (n. 642)
- 760 - Sabino di Catania, vescovo e santo italiano

## IX secolo(2)
- 866 - Rodolfo di Sens, conte
- 898 - Lamberto II di Spoleto, sovrano italiano

## X secolo(5)
- 912 - Abd Allah ibn Muhammad, emiro (n. 844)
- 948 - Arderico, arcivescovo italiano
- 954 - Sunyer I di Barcellona, conte
- 961 - Abd al-Rahman III, emiro (n. 889)
- 975 - Oberto I di Milano, nobile italiano

## XI secolo(2)
- 1002 - Enrico I di Borgogna, duca
- 1080 - Rodolfo di Svevia, nobile e re tedesco (n. 1025)

## XII secolo(1)
- 1191 - Raul I di Clermont, conte francese

## XIII secolo(4)
- 1212 - Filippo I di Namur, nobile fiammingo (n. 1174)
- 1232 - Alberto I di Käfernburg, arcivescovo cattolico tedesco
- 1243 - Edvige di Andechs, santa polacca (n. 1174)
- 1283 - Giovanni I di Werle, principe (n. 1245)

## XIV secolo(6)
- 1352 - Gilles Li Muisis, storico e poeta francese
- 1370 - Tello di Castiglia, nobile spagnolo (n. 1337)
- 1378 - Costanza Malatesta, italiano
- 1385 - Dionisio, religioso e santo russo
- 1389 - Papa Urbano VI, papa e arcivescovo cattolico italiano
- 1396 - Agnolo Gaddi, pittore italiano

## XV secolo(6)
- 1404 - Maria di Valois, principessa francese (n. 1344)
- 1419 - Jeongjong di Joseon, re coreano (n. 1357)
- 1422 - Gonsalvo da Lagos, religioso portoghese
- 1444 - Niccolò Piccinino, condottiero italiano (n. 1386)
- 1485 - Lorenzo Zane, patriarca cattolico italiano (n. 1429)
- 1488 - Antonio Feletto, vescovo cattolico italiano

## XVI secolo(17)
- 1533 - Giovanni Francesco II Pico della Mirandola, nobile, filosofo e letterato italiano (n. 1469)
- 1533 - Bonaventura Pistofilo, umanista italiano
- 1536 - Germana de Foix, regina (n. 1488)
- 1550 - Lucrezia Pico Rangoni, nobildonna italiana (n. 1505)
- 1550 - Margery Wentworth, nobildonna inglese
- 1553 - Giovanni II Ventimiglia, nobile, politico e militare italiano
- 1559 - Fausto Sabeo, umanista, poeta e scrittore italiano
- 1564 - Andrea Vesalio, anatomista e medico fiammingo (n. 1514)
- 1569 - Aimone Cravetta, giurista italiano (n. 1504)
- 1574 - Carlo Portelli, pittore italiano
- 1579 - Marcello Venusti, pittore italiano (n. 1510)
- 1584 - Richard Gwyn, insegnante gallese
- 1586 - Elisabetta di Danimarca, principessa danese (n. 1524)
- 1589 - Jacopo Zabarella, filosofo italiano (n. 1533)
- 1591 - Orazio Tigrini, musicista e teorico musicale italiano (n. 1541)
- 1592 - Jean Vendeville, vescovo cattolico francese (n. 1527)
- 1595 - Faizi, poeta indiano (n. 1547)

## XVII secolo(20)
- 1603 - Takeda Nobuyoshi, militare giapponese (n. 1583)
- 1608 - Pedro de Agurto, vescovo cattolico spagnolo (n. 1544)
- 1611 - Jan Piotr Sapieha, politico e militare polacco (n. 1569)
- 1629 - Filippo Paruta, numismatico, archeologo e storiografo italiano (n. 1552)
- 1634 - Maddalena di Nagasaki, religiosa giapponese (n. 1611)
- 1651 - Philippus Rovenius, arcivescovo cattolico olandese
- 1651 - James Stanley, VII conte di Derby, politico e militare inglese (n. 1607)
- 1654 - Samuel Bolton, presbitero e teologo inglese (n. 1606)
- 1657 - Hendrik Pot, pittore, disegnatore e miniaturista olandese (n. 1580)
- 1674 - Robert Herrick, poeta inglese (n. 1591)
- 1675 - Giovanni Ricciardi, teologo e religioso italiano (n. 1599)
- 1676 - Simon de Vos, pittore, incisore e collezionista d'arte fiammingo (n. 1603)
- 1680 - Bedřich Bridel, scrittore, poeta e missionario ceco (n. 1619)
- 1683 - Ricciarda Cybo Malaspina, nobildonna italiana (n. 1622)
- 1684 - Giulio Sigismondo di Württemberg-Juliusburg, generale prussiano (n. 1653)
- 1684 - Géraud de Cordemoy, filosofo, storico e avvocato francese (n. 1626)
- 1689 - Giuseppe Maria Sebastiani, vescovo cattolico italiano (n. 1623)
- 1690 - Adam Frans van der Meulen, pittore e disegnatore francese (n. 1632)
- 1690 - Juan de Valdés Leal, pittore spagnolo (n. 1622)
- 1691 - Paul Mignard, pittore e incisore francese (n. 1639)

## XVIII secolo(22)
- 1701 - Antonio Bova, pittore italiano (n. 1641)
- 1702 - Frances Stewart, duchessa di Richmond, nobile inglese (n. 1647)
- 1702 - Sofia Enrichetta di Waldeck, nobile tedesca (n. 1662)
- 1708 - Annibale Ludovico Faussone, politico italiano (n. 1649)
- 1722 - Giorgio VI d'Imerezia, re
- 1728 - Bernard de La Monnoye, avvocato, poeta e filologo francese (n. 1641)
- 1730 - Antoine Laumet de La Mothe, Signore di Cadillac, esploratore, militare e avventuriero francese (n. 1658)
- 1730 - Jean-Baptiste Senaillé, violinista francese (n. 1687)
- 1732 - Tommaso d'Aquino, vescovo cattolico italiano (n. 1657)
- 1737 - Matteo Sassano, cantante castrato italiano (n. 1667)
- 1741 - Anna Maria Francesca di Sassonia-Lauenburg, nobile (n. 1672)
- 1743 - Bonaventura Barberini, religioso, teologo e arcivescovo cattolico italiano (n. 1674)
- 1744 - Jean Jacques Bouhier, vescovo cattolico francese (n. 1666)
- 1747 - Ludovico Mattioli, incisore italiano (n. 1662)
- 1758 - Alessandro Toeschi, violinista italiano (n. 1700)
- 1767 - Maria Giuseppina d'Asburgo-Lorena, nobile austriaca (n. 1751)
- 1772 - Niccolò Ricciolini, pittore italiano (n. 1687)
- 1774 - Dmitrij Vasil'evič Uchtomskij, architetto russo (n. 1719)
- 1776 - John Ellis, naturalista, mercante e botanico britannico (n. 1710)
- 1788 - Giuseppe Capocchiani, vescovo cattolico italiano (n. 1713)
- 1788 - Samuel Greig, ammiraglio russo (n. 1736)
- 1794 - Giacomo Durazzo, diplomatico italiano (n. 1717)

## XIX secolo(54)
- 1804 - Antoine Baumé, chimico, farmacista e inventore francese (n. 1728)
- 1808 - Michail Petrovič Dolgorukov, generale e nobile russo (n. 1780)
- 1810 - William Dunbar, naturalista, esploratore e astronomo scozzese (n. 1750)
- 1811 - Nathaniel Dance-Holland, pittore inglese (n. 1735)
- 1817 - Johann Ludwig Burckhardt, esploratore svizzero (n. 1784)
- 1817 - Tadeusz Kościuszko, generale e ingegnere polacco (n. 1746)
- 1819 - Luisa d'Orange-Nassau, nobile (n. 1770)
- 1820 - Karl Philipp Schwarzenberg, nobile e feldmaresciallo austriaco (n. 1771)
- 1823 - Paolo Belli Blanes, attore teatrale italiano (n. 1774)
- 1825 - Giuseppe Maria di Savoia-Villafranca, nobile e militare francese (n. 1783)
- 1827 - Lorenzo Hammarsköld, scrittore svedese (n. 1785)
- 1827 - Francesco Vincenzo Negri, filologo italiano (n. 1769)
- 1829 - George Dawe, pittore inglese (n. 1781)
- 1837 - Ivan Ivanovič Dmitriev, poeta e politico russo (n. 1760)
- 1838 - Letitia Elizabeth Landon, scrittrice e poetessa inglese (n. 1802)
- 1841 - Diego de León, generale spagnolo (n. 1807)
- 1843 - Ekaterina Nikolaevna Gončarova, nobile russa (n. 1809)
- 1849 - Giuseppe Borsato, pittore italiano (n. 1770)
- 1850 - Caroline Branchu, soprano francese (n. 1778)
- 1852 - Friedrich Ludwig Jahn, pedagogista e patriota tedesco (n. 1778)
- 1855 - Désiré-Alexandre Batton, compositore francese (n. 1798)
- 1856 - Nicolai Johan Lohmann Krog, politico norvegese (n. 1787)
- 1857 - Giovanni Antonio Labus, scultore italiano (n. 1806)
- 1858 - Michelangelo Boni, architetto italiano (n. 1804)
- 1858 - Carl Gustav Mosander, chimico e mineralogista svedese (n. 1797)
- 1864 - Ermolao Asinari di San Marzano, politico e diplomatico italiano (n. 1800)
- 1864 - Enrico Pirajno, nobile e politico italiano (n. 1809)
- 1865 - Andrés Bello, poeta, filosofo e educatore venezuelano (n. 1781)
- 1867 - Solomon Judah Loeb Rapoport, rabbino austriaco (n. 1786)
- 1872 - Giovan Battista Pica, politico italiano (n. 1790)
- 1872 - Handrij Zejler, scrittore tedesco (n. 1804)
- 1875 - Theodor Hosemann, illustratore, disegnatore e pittore tedesco (n. 1807)
- 1877 - Giovan Battista Castellani, avvocato, giurista e politico italiano (n. 1820)
- 1878 - Carlo Berti Pichat, politico e agronomo italiano (n. 1799)
- 1882 - Giorgio Manin, patriota italiano (n. 1831)
- 1883 - Pietro Canal, latinista, politico e presbitero italiano (n. 1807)
- 1883 - Madame Cavé, pittrice, scrittrice e insegnante francese (n. 1806)
- 1883 - Achille Mauri, politico, scrittore e patriota italiano (n. 1806)
- 1883 - Francesco Schira, compositore e direttore d'orchestra italiano (n. 1809)
- 1883 - Napoleone Scrugli, politico e militare italiano (n. 1803)
- 1884 - Hendrik van Beek, vescovo cattolico olandese (n. 1816)
- 1884 - Antoine Demay, operaio francese (n. 1822)
- 1884 - Angelo Pierallini, architetto italiano (n. 1807)
- 1889 - Daniel Gooch, ingegnere meccanico inglese (n. 1816)
- 1889 - Edward Aylesworth Perry, generale e politico statunitense (n. 1831)
- 1891 - William Henry Fitzhugh Lee, generale e politico statunitense (n. 1837)
- 1891 - Friedrich Zarncke, filologo e germanista tedesco (n. 1825)
- 1891 - Pietro Giuseppe de Gaudenzi, vescovo cattolico italiano (n. 1812)
- 1892 - Michael Anton Biermer, medico tedesco (n. 1827)
- 1897 - Konrad Bayer, compositore di scacchi ceco (n. 1828)
- 1897 - Giorgio Tamajo, politico, militare e prefetto italiano (n. 1817)
- 1899 - Johann Nepomuk Fuchs, compositore e direttore d'orchestra austriaco (n. 1842)
- 1899 - Ferdinand de Béhagle, esploratore francese (n. 1857)
- 1900 - Zdeněk Fibich, compositore ceco (n. 1850)

## XX secolo(225)
- 1901 - Carlos FitzJames Stuart, XVI duca d'Alba, nobile e diplomatico spagnolo (n. 1849)
- 1904 - Giuseppe Caprin, scrittore italiano (n. 1843)
- 1904 - Giorgio di Sassonia, re (n. 1832)
- 1905 - Michail Ivanovič Dragomirov, generale, insegnante e scrittore russo (n. 1830)
- 1905 - Charles Ellicott, vescovo anglicano e teologo britannico (n. 1819)
- 1906 - Friedrich Reusch, scultore tedesco (n. 1843)
- 1906 - Benedetto Emanuele di San Giuseppe, politico italiano (n. 1847)
- 1907 - Maurice Loewy, astronomo francese (n. 1833)
- 1907 - Andreas Steinhuber, cardinale tedesco (n. 1824)
- 1909 - Nicola Giorgi, politico italiano (n. 1853)
- 1910 - Stanley Ketchel, pugile statunitense (n. 1886)
- 1911 - Norman Selfe, ingegnere, architetto e inventore inglese (n. 1839)
- 1912 - Enrico Cobioni, aviatore svizzero (n. 1881)
- 1913 - Walter Rutherford, golfista scozzese (n. 1857)
- 1913 - Faysal bin Turki, sovrano omanita (n. 1864)
- 1915 - Theodor Boveri, biologo tedesco (n. 1862)
- 1915 - Paul Scheerbart, scrittore e disegnatore tedesco (n. 1863)
- 1917 - Maxime Collignon, archeologo e storico dell'arte francese (n. 1849)
- 1917 - Donald McDonald Dickinson, politico statunitense (n. 1846)
- 1917 - Annibale Flori, calciatore italiano (n. 1896)
- 1917 - Mata Hari, danzatrice e agente segreta olandese (n. 1876)
- 1917 - Corona Riccardo, attrice teatrale italiana (n. 1878)
- 1918 - Antonio Cotogni, baritono italiano (n. 1831)
- 1918 - Georg Albrecht Klebs, botanico tedesco (n. 1857)
- 1918 - Shirdi Sai Baba, mistico indiano (n. 1838)
- 1920 - Duncan MacDougall, medico statunitense (n. 1866)
- 1921 - Enrico Astorri, scultore italiano (n. 1859)
- 1922 - James Hastings, biblista britannico (n. 1852)
- 1923 - Mary Burnett Talbert, oratrice e attivista statunitense (n. 1866)
- 1923 - Angiolo Tommasi, pittore italiano (n. 1858)
- 1924 - Maria Goia, politica e sindacalista italiana (n. 1878)
- 1925 - Paolino Taddei, politico italiano (n. 1860)
- 1926 - Mathilde Bauermeister, cantante tedesca (n. 1849)
- 1926 - Chris Hooijkaas, velista olandese (n. 1861)
- 1928 - Leedham Bantock, regista, sceneggiatore e attore britannico (n. 1870)
- 1928 - Mario Torriani, calciatore italiano (n. 1895)
- 1929 - Léon Delacroix, politico belga (n. 1867)
- 1930 - Ernest Henry Wilson, botanico inglese (n. 1876)
- 1933 - Lancelot Carnegie, diplomatico inglese (n. 1861)
- 1933 - Nitobe Inazō, politico, diplomatico e educatore giapponese (n. 1862)
- 1933 - Paul Édouard Pouradier-Duteil, generale francese (n. 1854)
- 1934 - Emil Beyer, ginnasta e multiplista statunitense (n. 1876)
- 1934 - Antonio Bizzozero, agronomo italiano (n. 1857)
- 1934 - Sydney Buxton, politico britannico (n. 1853)
- 1934 - Samuel Fischer, editore austro-ungarico (n. 1859)
- 1934 - Raymond Poincaré, politico francese (n. 1860)
- 1936 - George Hampson, entomologo inglese (n. 1860)
- 1937 - James A. Marcus, attore statunitense (n. 1867)
- 1937 - Renato Paresce, pittore e scrittore italiano (n. 1886)
- 1937 - Arthur Zborzil, tennista austriaco (n. 1885)
- 1939 - Robert Haab, politico svizzero (n. 1865)
- 1940 - Mario Ciliberto, ufficiale italiano (n. 1904)
- 1940 - Lluís Companys i Jover, politico e avvocato spagnolo (n. 1882)
- 1940 - Hans Luber, tuffatore tedesco (n. 1893)
- 1941 - Władysław Abraham, avvocato e storico polacco (n. 1860)
- 1941 - Louis Brandeis, avvocato e giurista statunitense (n. 1856)
- 1941 - Alessandro Passaleva, militare e aviatore italiano (n. 1895)
- 1942 - John Sieg, giornalista tedesco (n. 1903)
- 1942 - Marie Tempest, soprano e attrice inglese (n. 1864)
- 1943 - J. Charles Haydon, regista, attore e sceneggiatore statunitense (n. 1875)
- 1943 - Mänşük Mämetova, militare sovietica (n. 1922)
- 1943 - Sof'ja Magarill, attrice sovietica (n. 1900)
- 1943 - Stasys Šimkus, compositore lituano (n. 1887)
- 1944 - Ruth Randall Edström, attivista statunitense (n. 1867)
- 1944 - Eliseu Visconti, pittore, scultore e designer italiano (n. 1866)
- 1945 - Pierre Laval, politico francese (n. 1883)
- 1946 - Hermann Göring, politico, generale e criminale di guerra tedesco (n. 1893)
- 1947 - Osmond Brock, ammiraglio inglese (n. 1869)
- 1947 - John Johansen, velocista e giavellottista norvegese (n. 1883)
- 1948 - Edythe Chapman, attrice statunitense (n. 1863)
- 1948 - Hermann Keimel, grafico e pittore tedesco (n. 1889)
- 1949 - Karl Behr, tennista statunitense (n. 1885)
- 1949 - Elmer Clifton, regista, sceneggiatore e attore statunitense (n. 1890)
- 1949 - László Rajk, politico ungherese (n. 1909)
- 1950 - Clément Doucet, pianista belga (n. 1895)
- 1950 - John Holloway, multiplista britannico (n. 1878)
- 1950 - Misia Sert, pianista e modella russa (n. 1872)
- 1951 - Joaquín Chapaprieta, politico spagnolo (n. 1871)
- 1952 - David A. Smart, critico letterario e giornalista statunitense (n. 1892)
- 1953 - Helene Mayer, schermitrice tedesca (n. 1910)
- 1954 - Timo Bortolotti, scultore italiano (n. 1884)
- 1955 - Fumio Hayasaka, compositore giapponese (n. 1914)
- 1955 - Dario Vitali, militare italiano (n. 1899)
- 1956 - Carlo Caldera, avvocato e politico italiano (n. 1891)
- 1956 - Tefft Johnson, attore, regista e sceneggiatore statunitense (n. 1883)
- 1957 - Väinö Liikkanen, fondista finlandese (n. 1903)
- 1957 - André Marquis, ammiraglio francese (n. 1883)
- 1957 - Italo Meschi, chitarrista italiano (n. 1887)
- 1957 - Telemaco Ruggeri, regista e attore italiano (n. 1876)
- 1958 - John R. Hamilton, attore statunitense (n. 1887)
- 1958 - Lennox Robinson, drammaturgo e poeta irlandese (n. 1886)
- 1959 - Stepan Bandera, politico e militare ucraino (n. 1909)
- 1959 - Lipót Fejér, matematico ungherese (n. 1880)
- 1960 - Felice Bauer, prussiana (n. 1887)
- 1960 - Clara Kimball Young, attrice e produttrice cinematografica statunitense (n. 1890)
- 1960 - Henny Porten, attrice e produttrice cinematografica tedesca (n. 1890)
- 1961 - Ángel Chiesa, calciatore argentino (n. 1900)
- 1961 - Domenico Cortopassi, compositore e direttore d'orchestra italiano (n. 1875)
- 1961 - John Joseph Mitty, arcivescovo cattolico statunitense (n. 1884)
- 1962 - Giuseppe Ayroldi, politico italiano (n. 1895)
- 1963 - Luigi Fallacara, poeta e scrittore italiano (n. 1890)
- 1963 - Alan Kirk, ammiraglio statunitense (n. 1888)
- 1964 - Cole Porter, compositore statunitense (n. 1891)
- 1965 - Adrien Filez, calciatore francese (n. 1885)
- 1965 - Adolf Abraham Halevi Fraenkel, matematico tedesco (n. 1891)
- 1965 - Sabatino Mele, politico e medico italiano (n. 1897)
- 1967 - Luigi Meroni, calciatore italiano (n. 1943)
- 1968 - Antonio d'Emilia, giurista e islamista italiano (n. 1908)
- 1968 - Oscar Rennebohm, politico e farmacista statunitense (n. 1889)
- 1969 - Abdirashid Ali Shermarke, politico somalo (n. 1919)
- 1969 - Márton Homonnai, pallanuotista ungherese (n. 1906)
- 1969 - Rod La Rocque, attore statunitense (n. 1898)
- 1969 - Giorgio Mastino Del Rio, avvocato e politico italiano (n. 1899)
- 1969 - Antonio Putzolu, politico e avvocato italiano (n. 1894)
- 1969 - Karl Saller, antropologo e medico tedesco (n. 1902)
- 1970 - Leonarda Cianciulli, serial killer italiana (n. 1894)
- 1970 - Avanti Martinetti, pistard italiano (n. 1904)
- 1970 - Ernie Stevenson, calciatore inglese (n. 1923)
- 1971 - Robert Accard, calciatore francese (n. 1897)
- 1971 - Giovanni Galati, ammiraglio italiano (n. 1897)
- 1971 - Albino Pighi, discobolo e pesista italiano (n. 1903)
- 1971 - Bruno Villabruna, avvocato e politico italiano (n. 1884)
- 1972 - Rolf Semb-Thorstvedt, calciatore norvegese (n. 1898)
- 1973 - Gábor Kléber, calciatore ungherese (n. 1901)
- 1973 - Jacques Vandier, egittologo francese (n. 1904)
- 1973 - Emil Voigt, mezzofondista britannico (n. 1883)
- 1973 - Andrew Wilson, calciatore e allenatore di calcio britannico (n. 1896)
- 1974 - Jan Everse, calciatore olandese (n. 1922)
- 1974 - Felice Maritano, carabiniere italiano (n. 1919)
- 1974 - Lúcio Soares, calciatore portoghese (n. 1934)
- 1975 - Vittorio Clemente, poeta italiano (n. 1895)
- 1975 - Renato Clerici, calciatore italiano (n. 1904)
- 1976 - Adele Bei, sindacalista e politica italiana (n. 1904)
- 1976 - Carlo Gambino, mafioso italiano (n. 1902)
- 1976 - Antonín Křišťál, calciatore cecoslovacco (n. 1904)
- 1976 - Erwin Lambert, militare e funzionario tedesco (n. 1909)
- 1976 - Darix Togni, circense e attore italiano (n. 1922)
- 1977 - Vincenzo Assennato, politico italiano (n. 1925)
- 1977 - Birger Rosengren, calciatore svedese (n. 1917)
- 1977 - Ralph Truman, attore britannico (n. 1900)
- 1978 - Thomas Reid MacDonald, pittore canadese (n. 1908)
- 1978 - William Eugene Smith, fotoreporter statunitense (n. 1918)
- 1978 - Giulio Stella, fisiologo italiano (n. 1899)
- 1978 - Carmine Tramunti, mafioso statunitense (n. 1910)
- 1979 - Gus Cannon, suonatore di banjo statunitense (n. 1883)
- 1979 - Jacob Devers, generale statunitense (n. 1887)
- 1980 - Katharine Mary Briggs, saggista, scrittrice e drammaturga inglese (n. 1898)
- 1980 - Michail Alekseevič Lavrent'ev, matematico sovietico (n. 1900)
- 1980 - Alexander Mach, politico slovacco (n. 1902)
- 1980 - Apostolos Nikolaïdīs, dirigente sportivo, allenatore di calcio e calciatore greco (n. 1896)
- 1980 - Mary O'Hara, scrittrice e sceneggiatrice statunitense (n. 1885)
- 1980 - John Sutcliffe, calciatore inglese (n. 1913)
- 1980 - Pietro di Grecia, principe greco (n. 1908)
- 1981 - Frank De Kova, attore statunitense (n. 1910)
- 1981 - Philip Fotheringham-Parker, pilota automobilistico inglese (n. 1907)
- 1981 - Zoltán Huszárik, regista e sceneggiatore ungherese (n. 1931)
- 1981 - Nikolaj Morozov, allenatore di calcio e calciatore sovietico (n. 1916)
- 1982 - Riccardo Bauer, storico, giornalista e politico italiano (n. 1896)
- 1982 - Rachel Cohen-Kagan, politica israeliana (n. 1888)
- 1982 - Tito Petralia, direttore d'orchestra e compositore italiano (n. 1896)
- 1982 - Elsie Randolph, attrice inglese (n. 1904)
- 1982 - Charles Samaran, archivista e storico francese (n. 1879)
- 1983 - Pat O'Brien, attore statunitense (n. 1899)
- 1983 - Pietro Vetro, critico letterario italiano (n. 1897)
- 1984 - Paolo Marella, cardinale e arcivescovo cattolico italiano (n. 1895)
- 1984 - Otto Novák, calciatore cecoslovacco (n. 1902)
- 1984 - Arturo Rognoni, imprenditore e politico italiano (n. 1897)
- 1984 - Arnold Štauvers, calciatore lettone (n. 1908)
- 1985 - Sandro Angiolini, fumettista italiano (n. 1920)
- 1985 - Bruno Fattori, poeta italiano (n. 1891)
- 1985 - Max Zaslofsky, cestista, allenatore di pallacanestro e dirigente sportivo statunitense (n. 1925)
- 1986 - Beppe Levrero, pittore italiano (n. 1901)
- 1986 - Umberto Lombardini, calciatore italiano (n. 1920)
- 1986 - Jacqueline Roque, artista francese (n. 1926)
- 1987 - Pete Carpenter, compositore, arrangiatore e trombonista statunitense (n. 1914)
- 1987 - Thomas Andrew Donnellan, arcivescovo cattolico statunitense (n. 1914)
- 1987 - Friedrich Jürgenson, regista svedese (n. 1903)
- 1987 - Nik Novecento, attore e personaggio televisivo italiano (n. 1964)
- 1987 - Thomas Sankara, militare, politico e rivoluzionario burkinabé (n. 1949)
- 1987 - Donald Wandrei, scrittore statunitense (n. 1908)
- 1987 - Lois Zellner, sceneggiatrice statunitense (n. 1901)
- 1988 - John Ball, scrittore e giornalista statunitense (n. 1911)
- 1988 - Vladimír Bína, calciatore cecoslovacco (n. 1909)
- 1988 - Piero Fornasetti, artista, designer e imprenditore italiano (n. 1913)
- 1988 - Kaikhosru Shapurji Sorabji, compositore e pianista britannico (n. 1892)
- 1989 - James Lee Barrett, sceneggiatore e paroliere statunitense (n. 1929)
- 1989 - Giuseppe Gandini, calciatore italiano (n. 1900)
- 1989 - Danilo Kiš, scrittore jugoslavo (n. 1935)
- 1989 - Anatolij Lutikov, scacchista sovietico (n. 1933)
- 1989 - Scott O'Dell, scrittore statunitense (n. 1898)
- 1989 - Leonio Tirelli, calciatore italiano (n. 1904)
- 1989 - Michał Rola-Żymierski, generale e politico polacco (n. 1890)
- 1989 - Eugenia di Grecia, principessa greca (n. 1910)
- 1990 - Tibor Berczelly, schermidore ungherese (n. 1912)
- 1990 - David McCalden, politico britannico (n. 1951)
- 1990 - Giovanni Romano, architetto italiano (n. 1905)
- 1990 - Delphine Seyrig, attrice, regista e attivista francese (n. 1932)
- 1991 - Antonio Canale, fumettista italiano (n. 1915)
- 1992 - Gino Cavalieri, attore italiano (n. 1895)
- 1992 - Giuseppe Cimicchi, militare e aviatore italiano (n. 1913)
- 1992 - Jim Homer, cestista statunitense (n. 1921)
- 1992 - Richard Mathews, attore britannico (n. 1914)
- 1993 - Alberto Samonà, architetto e urbanista italiano (n. 1932)
- 1993 - Satoshi Watanabe, fisico giapponese (n. 1910)
- 1994 - Jean Dasté, attore e regista francese (n. 1904)
- 1994 - Matteo Fantasia, politico e scrittore italiano (n. 1916)
- 1994 - Sarah Kofman, filosofa francese (n. 1934)
- 1994 - Josip Tomasevich, economista e scrittore statunitense (n. 1908)
- 1995 - Achat' Brahin, imprenditore e mafioso ucraino (n. 1953)
- 1996 - Karl-Heinz Ahlheim, compositore di scacchi tedesco (n. 1933)
- 1996 - Rolando Rubalcava, cestista messicano (n. 1923)
- 1997 - Folke Arström, designer svedese (n. 1907)
- 1997 - Aurelio Bonori, fotografo italiano (n. 1908)
- 1997 - Rafael Franco Reyes, calciatore e allenatore di calcio argentino (n. 1923)
- 1997 - Walter Fritzsch, calciatore e allenatore di calcio tedesco orientale (n. 1920)
- 1998 - Colette Darfeuil, attrice francese (n. 1906)
- 1998 - Molly O'Day, attrice statunitense (n. 1911)
- 1998 - Mario Ramadori, ecologo e pittore italiano (n. 1935)
- 1999 - Juan Ramón Santiago, allenatore di calcio e calciatore spagnolo (n. 1912)
- 2000 - Konrad Emil Bloch, biochimico tedesco (n. 1912)
- 2000 - Tommaso Bordonaro, scrittore italiano (n. 1909)
- 2000 - Vincent Canby, critico cinematografico e critico teatrale statunitense (n. 1924)
- 2000 - Leo Marini, cantante e attore argentino (n. 1920)
- 2000 - Ettore Paratore, latinista italiano (n. 1907)
- 2000 - Rodolfo Sonego, sceneggiatore italiano (n. 1921)

## XXI secolo(112)
- 2001 - Janet Shaw, attrice statunitense (n. 1919)
- 2001 - Zhang Xueliang, generale cinese (n. 1901)
- 2002 - Bruno Dante, calciatore italiano (n. 1920)
- 2002 - Massimo Trella, ingegnere italiano (n. 1932)
- 2002 - Giasone Piccioni, ammiraglio italiano (n. 1923)
- 2003 - Gian Franco Campobasso, giurista italiano (n. 1942)
- 2003 - Pierre Chanal, militare francese (n. 1946)
- 2003 - Benny Lévy, filosofo e scrittore francese (n. 1945)
- 2004 - Bill Eyden, musicista, compositore e batterista britannico (n. 1930)
- 2004 - Tex Ritter, cestista e allenatore di pallacanestro statunitense (n. 1924)
- 2004 - Giosuè Salomone, politico italiano (n. 1923)
- 2005 - Giuseppe Caprio, cardinale, arcivescovo cattolico e diplomatico italiano (n. 1914)
- 2005 - Jason Collier, cestista statunitense (n. 1977)
- 2005 - Earl Gardner, cestista e allenatore di pallacanestro statunitense (n. 1923)
- 2005 - Ignacio Iglesias, politico e antifascista spagnolo (n. 1912)
- 2005 - Rik Van Nutter, attore e imprenditore statunitense (n. 1929)
- 2005 - Alfred Obschernikat, pallanuotista tedesco (n. 1926)
- 2005 - Ezio Radaelli, personaggio televisivo e imprenditore italiano (n. 1924)
- 2005 - Raymond Tuckey, tennista britannico (n. 1910)
- 2006 - Eddie Blay, pugile ghanese (n. 1937)
- 2006 - Derek Bond, attore e sindacalista britannico (n. 1920)
- 2006 - Freddy Fender, cantante e chitarrista messicano (n. 1937)
- 2007 - Luigi Brugola, calciatore italiano (n. 1930)
- 2007 - Jevhen Buslovič, lottatore ucraino (n. 1972)
- 2007 - Billy e Bobby Mauch, attore statunitense (n. 1921)
- 2007 - Vito Taccone, ciclista su strada italiano (n. 1940)
- 2008 - Edie Adams, attrice e cantante statunitense (n. 1927)
- 2008 - Fazıl Hüsnü Dağlarca, poeta turco (n. 1914)
- 2008 - Chris Mims, giocatore di football americano statunitense (n. 1970)
- 2008 - Roberto Zavalloni, presbitero, pedagogista e psicologo italiano (n. 1920)
- 2009 - Emil Assad Rached, cestista brasiliano (n. 1943)
- 2009 - Giuseppe Pompella, filologo classico e grecista italiano (n. 1932)
- 2010 - Vittorio Mascalchi, pittore italiano (n. 1935)
- 2010 - Elmer Jacob Reese, astronomo statunitense (n. 1919)
- 2010 - Vera Rózsa, cantante ungherese (n. 1917)
- 2010 - Johnny Sheffield, attore statunitense (n. 1931)
- 2011 - Mario Agliati, scrittore, giornalista e storico svizzero (n. 1922)
- 2011 - Antonio Delitala, giornalista e scrittore italiano (n. 1941)
- 2011 - Matthew G. Martínez, politico statunitense (n. 1929)
- 2011 - Pietro Mazzacurati, architetto italiano (n. 1932)
- 2011 - Anne Ridler, poetessa britannica (n. 1912)
- 2012 - Claude Cheysson, diplomatico e politico francese (n. 1920)
- 2012 - Vladimir Čonč, calciatore jugoslavo (n. 1928)
- 2012 - Werther Cornieti, arbitro di calcio e dirigente sportivo italiano (n. 1947)
- 2012 - Fritz Haller, architetto e designer svizzero (n. 1924)
- 2012 - Norodom Sihanouk, re cambogiano (n. 1922)
- 2012 - Franco Panizon, pediatra italiano (n. 1925)
- 2012 - Alberto Reif, calciatore italiano (n. 1946)
- 2013 - Sean Edwards, pilota automobilistico e attore britannico (n. 1986)
- 2013 - Rudolf Friedrich, politico svizzero (n. 1923)
- 2013 - Gloria Lynne, cantante statunitense (n. 1929)
- 2013 - Giovanni Martinelli, imprenditore e dirigente sportivo italiano (n. 1951)
- 2013 - Bruno Metsu, allenatore di calcio e calciatore francese (n. 1954)
- 2013 - George Olesen, fumettista statunitense (n. 1924)
- 2013 - Vicente Palacio Atard, storico spagnolo (n. 1920)
- 2013 - Hans Riegel, imprenditore tedesco (n. 1923)
- 2013 - Gianni Volpi, critico cinematografico italiano (n. 1940)
- 2014 - Marie Dubois, attrice francese (n. 1937)
- 2014 - Mariella Gramaglia, politica italiana (n. 1949)
- 2014 - Giovanni Reale, filosofo, storico della filosofia e traduttore italiano (n. 1931)
- 2014 - Giorgio Rebuffi, disegnatore e fumettista italiano (n. 1928)
- 2015 - Lorenzo Cappelli, politico italiano (n. 1922)
- 2015 - Arrigo Dolso, calciatore italiano (n. 1946)
- 2015 - Sergej Filippenkov, calciatore e allenatore di calcio russo (n. 1971)
- 2015 - Nate Huffman, cestista statunitense (n. 1975)
- 2015 - Settimio Pagnini, allenatore di pallacanestro e partigiano italiano (n. 1921)
- 2016 - Kengiro Azuma, scultore e pittore giapponese (n. 1926)
- 2016 - Marcel Berger, matematico francese (n. 1927)
- 2016 - Alfredo Campagner, altista italiano (n. 1920)
- 2016 - Lucio Ceva, scrittore e storico italiano (n. 1929)
- 2016 - Quentin Groves, giocatore di football americano statunitense (n. 1984)
- 2016 - Jack Lilja, cestista e allenatore di pallacanestro statunitense (n. 1930)
- 2016 - Benedetto Marzullo, filologo classico e grecista italiano (n. 1923)
- 2016 - Per Rune Wølner, calciatore norvegese (n. 1949)
- 2017 - Stefano Bartolini, sassofonista, compositore e polistrumentista italiano (n. 1953)
- 2017 - Sylviane Carpentier, modella francese (n. 1934)
- 2017 - Choirul Huda, calciatore indonesiano (n. 1979)
- 2017 - Serge Thion, giornalista e sociologo francese (n. 1942)
- 2018 - Paul Allen, informatico statunitense (n. 1953)
- 2018 - Arto Paasilinna, scrittore, giornalista e poeta finlandese (n. 1942)
- 2018 - Craig Raymond, cestista statunitense (n. 1945)
- 2018 - Fernando Serena, calciatore spagnolo (n. 1941)
- 2019 - Andrew Cowan, pilota automobilistico e dirigente sportivo britannico (n. 1936)
- 2019 - Robert Louis Dressler, botanico statunitense (n. 1927)
- 2019 - Alberto Fratini, compositore, musicista e cantante italiano (n. 1953)
- 2019 - Luigi Frey, economista e banchiere italiano (n. 1934)
- 2019 - Song Soon-chun, pugile sudcoreano (n. 1934)
- 2020 - Antonio Ángel Algora Hernando, vescovo cattolico spagnolo (n. 1940)
- 2020 - Bhanu Athaiya, costumista indiana (n. 1929)
- 2020 - Sonja Edström, fondista svedese (n. 1930)
- 2020 - Danil Khalimov, lottatore kazako (n. 1978)
- 2020 - Renato Sacchi, tiratore a segno italiano (n. 1928)
- 2020 - Jole Santelli, politica italiana (n. 1968)
- 2020 - Fons Verplaetse, economista, banchiere e funzionario belga (n. 1930)
- 2021 - David Amess, politico britannico (n. 1952)
- 2021 - Dan Benishek, politico statunitense (n. 1952)
- 2021 - Joanna Cameron, attrice statunitense (n. 1948)
- 2021 - Mario Andrea Rigoni, saggista, scrittore e poeta italiano (n. 1948)
- 2021 - Reinhold Roth, pilota motociclistico tedesco (n. 1953)
- 2021 - Christel Schaack, modella tedesca (n. 1925)
- 2021 - Pornsak Songsaeng, cantante thailandese (n. 1960)
- 2022 - Tullia Giardina, docente italiana (n. 1962)
- 2022 - Wilbur Holland, cestista statunitense (n. 1951)
- 2022 - Vaishali Takkar, attrice indiana (n. 1992)
- 2023 - Tod David Brown, vescovo cattolico statunitense (n. 1936)
- 2023 - Joanna Merlin, attrice statunitense (n. 1931)
- 2023 - Cesare Rimini, avvocato, giornalista e scrittore italiano (n. 1932)
- 2023 - Suzanne Somers, attrice, imprenditrice e scrittrice statunitense (n. 1946)
- 2024 - Oscar Dandrea, bobbista italiano (n. 1941)
- 2024 - Antonino Fiorile, calciatore italiano (n. 1946)
- 2024 - Jean-Jacques N'Domba, calciatore congolese (Repubblica del Congo) (n. 1954)
- 2024 - Antonio Skármeta, scrittore, traduttore e diplomatico cileno (n. 1940)

## Senza anno specificato(1)
- Tito Lucrezio Caro, poeta e filosofo romano